# Killipia verticalis
Killipia verticalis är en tvåhjärtbladig växtart som beskrevs av N.Ruiz-r.. Killipia verticalis ingår i släktet Killipia och familjen Melastomataceae. Inga underarter finns listade i Catalogue of Life.